# Lista posiadaczy WCW World Tag Team Championship

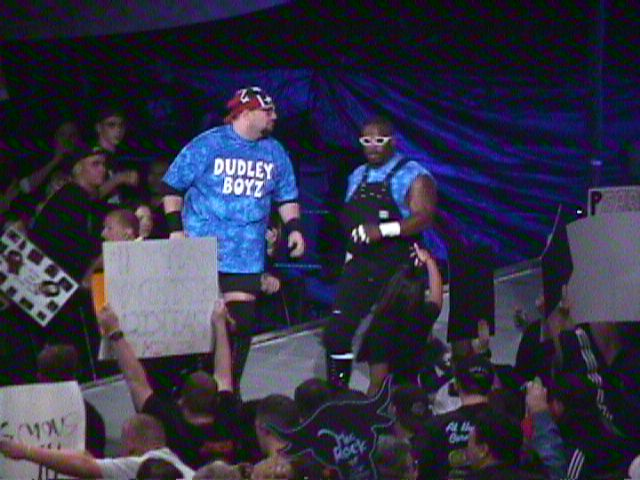
The Dudley Boyz, którzy byli ostatnimi posiadaczami WCW World Tag Team Championship.

WCW World Tag Team Championship było tytułem mistrzowskim dywizji tag-team profesjonalnego wrestlingu promowanym przez federację World Championship Wrestling (WCW). Oryginalnie, WCW było członkiem National Wrestling Alliance (NWA), które było w posiadaniu różnych promocji. NWA operowało wiele mistrzostw tag team dopóki nie utworzyli swojego głównego tytułu tag team w 1982. Jednym z nich było NWA World Tag Team Championship, które było operowane przez członka NWA, Mid-Atlantic Championship Wrestling (MACW), prekursor WCW. Mistrzostwo zostało utworzone przez MACW w 1975.
W styczniu 1991, WCW (uprzednie MACW) rozpoczęło proces oddzielania się od NWA stając się oddzielną promocją, tym samym zmieniając nazwę tytułu na WCW World Tag Team Championship. 12 lipca 1992, WCW World Tag Team Championship zostało zunifikowane z NWA World Tag Team Championship, które zostało wcześniej tego roku jako główny tytuł tag team dla NWA. We wrześniu 1993, WCW oficjalnie całkowicie się odłączyło od NWA, dlatego NWA World Tag Team Championship powróciło do NWA; tytuł został zreaktywowany przez NWA w 1995.
W marcu 2001, majątek WCW został sprzedany dla World Wrestling Federation (WWF) po tym, jak AOL/Time Warner postanowiło zaprzestania ingerowania w programming o tematyce wrestlerskiej. Po kupnie, WWF kontynuowało używanie mistrzostwa jako części storyline'u nazywanego "The Invasion", gdzie wrestlerzy z WCW i ECW walczyli z wrestlerami WWF.
Tytuł był broniony przez różne tag teamy, duo wrestlerów, którzy brali udział w oskryptowanych rywalizacjach i storyline'ach. Wrestlerzy byli pokazywani jako heele (negatywni, źli zawodnicy i najczęściej wrogowie publiki) i face’owie (pozytywni, dobrzy i najczęściej ulubieńcy publiki), gdzie rywalizowali pomiędzy sobą w seriach walk mających w budować napięcie, kulminując w decydującą walkę wrestlerską lub ich serię. Pierwszymi mistrzami, pod banderą NWA, byli The Minnesota Wrecking Crew (Gene i Ole Anderson), którzy zdobyli tytuły po wygraniu turnieju w styczniu 1975.
Przed kupnem WCW, ostatnimi mistrzami uznawanymi przez WCW byli Sean O’Haire i Chuck Palumbo; byli oni również pierwszymi mistrzami operującymi w WWF. 18 listopada 2001, mistrzostwo zostało zdezaktywowane po zakończeniu storyline'u z The Invasion. Tytuł został zunifikowany z WWF Tag Team Championship, a ostatnimi mistrzami uznawanymi przez WWF byli The Dudley Boyz (Bubba Ray i D-Von). Tytuł był broniony w Australii, Kanadzie, Niemczech i w USA. Łącznie w historii było 143 różnych posiadań.

## Historia tytułu
| Panowanie | Numer panowania przez dany zespół w liście |
| Miejsce   | Miasto, w którym tytuł został zdobyty      |
| Gala      | Gala, na której mistrzowie zdobyli tytuł   |

| Nr. | Drużyna                                                                   | Panowanie | Data                      | Dni | Miejsce                     | Gala                                       | Notka |
| --- | ------------------------------------------------------------------------- | --------- | ------------------------- | --- | --------------------------- | ------------------------------------------ | --- |
| 1   | The Minnesota Wrecking Crew (Gene Anderson i Ole Anderson)                | 1         | 29 stycznia 1975(dts)     | 106 | Raleigh, NC                 | House show                                 | |
| 2   | Paul Jones i Wahoo McDaniel                                               | 1         | 15 maja 1975(dts)         | 27  | Greensboro, NC              | House show                                 | |
| 3   | The Minnesota Wrecking Crew                                               | 2         | 11 czerwca 1975(dts)      | 230 | Raleigh, NC                 | House show                                 | |
| 4   | Rufus R. Jones i Wahoo McDaniel (2)                                       | 1         | 27 stycznia 1976(dts)     | 7   | Columbia, SC                | House show                                 | |
| 5   | The Minnesota Wrecking Crew                                               | 3         | 3 lutego 1976(dts)        | 92  | Raleigh, NC                 | House show                                 | |
| 6   | Dino Bravo i Mr. Wrestling                                                | 1         | 5 maja 1976(dts)          | 54  | Raleigh, NC                 | House show                                 | |
| 7   | The Minnesota Wrecking Crew                                               | 4         | 28 czerwca 1976(dts)      | 181 | Greenville, SC              | House show                                 | |
| 8   | Ric Flair i Greg Valentine                                                | 1         | 26 grudnia 1976(dts)      | 133 | Greensboro, NC              | House show                                 | |
| 9   | The Minnesota Wrecking Crew                                               | 5         | 8 maja 1977(dts)          | 138 | Charlotte, NC               | House show                                 | |
| 10  | Dusty Rhodes i Dick Slater                                                | 1         | 23 października 1977(dts) | 21  | Atlanta, GA                 | House show                                 | |
| 11  | The Minnesota Wrecking Crew                                               | 6         | 14 października 1977(dts) | 16  | Atlanta, GA                 | House show                                 | |
| 12  | Ric Flair i Greg Valentine                                                | 2         | 30 października 1977(dts) | 153 | Greensboro, NC              | House show                                 | |
| —   | Zwakowany                                                                 | 1         | Kwiecień 1978             | 0   | N/A                         | N/A                                        | Flair i Valentine zostali zmuszeni na zwakowanie tytułów przez NWA po zakończeniu jednej z walk przez dyskwalifikację. |
| 13  | Paul Jones (2) i Ricky Steamboat                                          | 1         | 23 kwietnia 1978(dts)     | 45  | Greensboro, NC              | House show                                 | Jones i Steamboat wygrali tytuły w finale turnieju. |
| 14  | Baron von Raschke i Greg Valentine (3)                                    | 1         | 7 czerwca 1978(dts)       | 202 | Raleigh, NC                 | House show                                 | |
| 15  | Paul Orndorff i Jimmy Snuka                                               | 1         | 26 grudnia 1978(dts)      | 123 | Richmond, VA                | House show                                 | |
| 16  | Paul Jones (3) i Baron Von Raschke (2)                                    | 1         | 28 kwietnia 1979(dts)     | 102 | N/A                         | House show                                 | Miejsce zmiany tytułu nie jest znane. |
| 17  | Ric Flair (3) i Blackjack Mulligan                                        | 1         | 8 sierpnia 1979(dts)      | 14  | Greensboro, NC              | House show                                 | |
| 18  | Paul Jones (4) i Baron Von Raschke (3)                                    | 2         | 22 sierpnia 1979(dts)     | 63  | Raleigh, NC                 | House show                                 | |
| 19  | Ricky Steamboat (2) i Jay Youngblood                                      | 1         | 24 października 1979(dts) | 157 | Raleigh, NC                 | House show                                 | |
| 20  | Ray Stevens i Greg Valentine (4)                                          | 1         | 29 marca 1980(dts)        | 42  | Charlotte, NC               | House show                                 | |
| 21  | Ricky Steamboat (3) i Jay Youngblood                                      | 2         | 10 maja 1980(dts)         | 43  | Greensboro, NC              | House show                                 | |
| 22  | Ray Stevens (2) i Jimmy Snuka (2)                                         | 1         | 22 czerwca 1980(dts)      | 158 | Greensboro, NC              | House show                                 | |
| 23  | Paul Jones (5) i The Masked Superstar                                     | 1         | 27 września 1980(dts)     | 87  | Greensboro, NC              | House show                                 | |
| 24  | Ivan Koloff i Ray Stevens (3)                                             | 1         | 22 lutego 1981(dts)       | 28  | Greensboro, NC              | House show                                 | |
| 25  | Paul Jones (6) i The Masked Superstar                                     | 2         | 22 marca 1981(dts)        | 40  | Greensboro, NC              | House show                                 | |
| 26  | The Minnesota Wrecking Crew                                               | 7         | 1 maja 1981(dts)          | 214 | Richmond, VA                | House show                                 | [ 6 ] |
| —   | Zwakowany                                                                 | 2         | Grudzień 1981             | 0   | N/A                         | N/A                                        | Gene został kontuzjowany, w rezultacie czego NWA zmusiło Minnesota Wrecking Crew do zwakowania tytułów. |
| 27  | Ole Anderson (8) i Stan Hansen                                            | 1         | 28 lutego 1982(dts)       | 185 | Atlanta, GA                 | House show                                 | Anderson i Hansen wygrali tytuły w finale turnieju. |
| —   | Zwakowany                                                                 | 3         | Wrzesień 1982             | 0   | N/A                         | N/A                                        | NWA zmusiło Andresona i Hansena do zrezygnowania z tytułów. |
| 28  | Don Kernodle i Sgt. Slaughter                                             | 1         | 12 września 1982(dts)     | 181 | N/A                         | House show                                 | Kernodle i Slaughter wygrali tytuły w fikcyjnym finale turnieju. Federacja twierdzi, że w finale pokonali Antonio Inokiego i Giant Babę w Tokio w Japonii. |
| 29  | Ricky Steamboat (4) i Jay Youngblood                                      | 3         | 12 marca 1983(dts)        | 98  | Greensboro, NC              | House show                                 | |
| 30  | Jack Brisco i Jerry Brisco                                                | 1         | 18 czerwca 1983(dts)      | 107 | Greenville, SC              | House show                                 | |
| 31  | Ricky Steamboat (5) i Jay Youngblood                                      | 4         | 3 października 1983(dts)  | 18  | Greenville, SC              | House show                                 | |
| 32  | Jack Brisco i Jerry Brisco                                                | 2         | 21 października 1983(dts) | 34  | Richmond, VA                | House show                                 | |
| 33  | Ricky Steamboat (6) i Jay Youngblood                                      | 5         | 24 listopada 1983(dts)    | 31  | Greensboro, NC              | Starrcade (1983)                           | |
| —   | Zwakowany                                                                 | 4         | 25 grudnia 1983(dts)      | 0   | N/A                         | N/A                                        | NWA zwakował tytuły kiedy Steamboat ogłosił przejście na emeryturę. |
| 34  | Don Kernodle (2) i Bob Orton Jr.                                          | 1         | 8 stycznia 1984(dts)      | 56  | Charlotte, NC               | House show                                 | Pokonali Jimmy’ego Valianta i Dory’ego Funka Jr. w finale turnieju. |
| 35  | Wahoo McDaniel (3) i Mark Youngblood                                      | 1         | 4 marca 1984(dts)         | 31  | Charlotte, NC               | House show                                 | |
| 36  | Jack Brisco i Jerry Brisco                                                | 3         | 4 kwietnia 1984(dts)      | 31  | Spartanburg, SC             | House show                                 | |
| 37  | Wahoo McDaniel (4) i Mark Youngblood                                      | 2         | 5 maja 1984(dts)          | 3   | Greensboro, NC              | House show                                 | |
| 38  | Don Kernodle (3) i Ivan Koloff (2)                                        | 1         | 8 maja 1984(dts)          | 165 | Raleigh, NC                 | House show                                 | |
| 39  | Manny Fernandez i Dusty Rhodes (2)                                        | 1         | 20 października 1984(dts) | 149 | Raleigh, NC                 | House show                                 | Ivan i Nikita Koloff odwrócili się od Dona Kernodle po walce, dodatkowo go kontuzjując. |
| 40  | Ivan Koloff (3) i Nikita Koloff                                           | 1         | 18 marca 1985(dts)        | 113 | Fayetteville, NC            | House show                                 | Podczas tego panowania, Krusher Krushchev (1) dołączył do The Koloffs formując trzyosobową drużynę, co NWA zaakceptowało pod zasadą Freebird Rule. |
| 41  | The Rock ’n’ Roll Express (Robert Gibson i Ricky Morton)                  | 1         | 9 lipca 1985(dts)         | 96  | Shelby, NC                  | House show                                 | Pokonali Ivana Koloffa i Krusher Khrushcheva. |
| 42  | Ivan Koloff (4) i Nikita Koloff                                           | 2         | 13 października 1985(dts) | 46  | Charlotte, NC               | House show                                 | |
| 43  | The Rock ’n’ Roll Express                                                 | 2         | 28 listopada 1985(dts)    | 66  | Greensboro, NC              | Starrcade (1985)                           | |
| 44  | The Midnight Express (Dennis Condrey i Bobby Eaton)                       | 1         | 2 lutego 1986(dts)        | 195 | Atlanta, GA                 | Superstars on the Superstation             | |
| 45  | The Rock ’n’ Roll Express                                                 | 3         | 16 sierpnia 1986(dts)     | 112 | Filadelfia, PA              | House show                                 | |
| 46  | Manny Fernandez (2) i Rick Rude                                           | 1         | 6 grudnia 1986(dts)       | 171 | Atlanta, GA                 | World Championship Wrestling               | Zmiana posiadaczy została nagrana i wyemitowana tego samego dnia. |
| 47  | The Rock ’n’ Roll Express                                                 | 4         | 26 maja 1987(dts)         | 126 | Spokane, WA                 | N/A                                        | |
| 48  | Arn Anderson i Tully Blanchard                                            | 1         | 29 września 1987(dts)     | 180 | Misenheimer, NC             | NWA Pro Wrestling                          | Był to no disqualification match. The Midnight Express zaatakowało Rock ’n’ Roll Express w trakcie wchodzenia do ringu, kontuzjując Ricky’ego Mortona. Robert Gibson walczył przez większość czasu sam, lecz gdy kontuzjowany Morton wrócił do ringu, został mu zapięty submission przez Blancharda. Gibson poddał mecz, gdyż nie chciał większych szkód u partnera. Zmiana mistrzów została nagrana i wyemitowana. |
| 49  | Lex Luger i Barry Windham                                                 | 1         | 27 marca 1988(dts)        | 24  | Greensboro, NC              | Clash of the Champions I                   | |
| 50  | Arn Anderson i Tully Blanchard                                            | 2         | 20 kwietnia 1988(dts)     | 143 | Jacksonville, FL            | TV Taping                                  | Windham odwrócił się od Lugera i dołączył do Four Horsemen. Zmianę mistrzów nagrano i wyemitowano. |
| 51  | The Midnight Express (Bobby Eaton (2) i Stan Lane)                        | 1         | 10 września 1988(dts)     | 49  | Filadelfia, PA              | House show                                 | Anderson i Blanchard odeszli z federacji i dołączyli do WWF po tej walce. |
| 52  | The Road Warriors (Animal i Hawk)                                         | 1         | 29 października 1988(dts) | 155 | New Orleans, LA             | House show                                 | |
| 53  | The Varsity Club (Mike Rotunda i "Dr. Death" Steve Williams)              | 1         | 2 kwietnia 1989(dts)      | 35  | New Orleans, LA             | Clash of the Champions VI: Ragin’ Cajun    | Sędzia Teddy Long za szybko odliczył Road Warriora Hawka, przechodząc heelturn i odchodząc z roli sędziego na rzecz bycia menadżerem. |
| —   | Zwakowany                                                                 | 5         | 7 maja 1989(dts)          | 0   | Nashville, TN               | WrestleWar (1989)                          | NWA zmusiło Rotundę i Williamsa do oddania tytułów, kiedy to członkowie Varsity Club Kevin Sullivan i Dan Spivey zaatakowali specjalnego sędzię Nikitę Koloffa podczas obrony tytułu na gali. |
| 54  | The Fabulous Freebirds (Jimmy Garvin i Michael Hayes)                     | 1         | 14 czerwca 1989(dts)      | 140 | Fort Bragg, NC              | Clash of the Champions VII: Guts and Glory | Pokonali The Midnight Express w finale turnieju. |
| 55  | The Steiner Brothers (Rick Steiner i Scott Steiner)                       | 1         | 1 listopada 1989(dts)     | 199 | Atlanta, GA                 | World Championship Wrestling               | Wyemitowano 18 listopada 1989. |
| 56  | Doom (Butch Reed i Ron Simmons)                                           | 1         | 19 maja 1990(dts)         | 281 | Waszyngton                  | Capital Combat                             | Nazwa tytułów została zmieniona na WCW World Tag Team Championship, gdy WCW oddzieliło się od NWA. |
| 57  | The Fabulous Freebirds                                                    | 2         | 24 lutego 1991(dts)       | -6  | Phoenix, AZ                 | WrestleWar (1991)                          | Stracili tytuły podczas nagrywania gali sześć dni przed wygraniem ich. |
| 58  | The Steiner Brothers                                                      | 2         | 18 lutego 1991(dts)       | 152 | Montgomery, AL              | WCW Pro                                    | Wyemitowano 9 marca 1991. |
| —   | Zwakowany                                                                 | 6         | 20 lipca 1991(dts)        | 0   | N/A                         | World Championship Wrestling               | Zwakowano, gdy Scott odniósł kontuzję bicepsu. |
| 59  | The Enforcers (Arn Anderson (3) i Larry Zbyszko)                          | 1         | 5 września 1991(dts)      | 75  | Augusta, GA                 | Clash of the Champions XVI: Fall Brawl     | Pokonali Ricka Steinera i Billa Kazmaiera w finale turnieju. |
| 60  | Ricky Steamboat (7) i Dustin Rhodes                                       | 1         | 19 listopada 1991(dts)    | 58  | Savannah, GA                | Clash of the Champions XVII                | |
| 61  | Arn Anderson (4) i Bobby Eaton (3)                                        | 1         | 16 stycznia 1992(dts)     | 108 | Jacksonville, FL            | House show                                 | |
| 62  | The Steiner Brothers                                                      | 3         | 3 maja 1992(dts)          | 63  | Chicago, IL                 | House show                                 | |
| 63  | Terry Gordy i Steve Williams (2)                                          | 1         | 5 lipca 1992(dts)         | 78  | Atlanta, GA                 | House show                                 | 12 lipca 1992, Gordy i Williams wygrali NWA World Tag Team Championship, które zostały zunifikowane z WCW World Tag Team Championship; od tego momentu, obydwa tytuły były bronione razem. |
| 64  | Barry Windham (2) i Dustin Rhodes (2)                                     | 1         | 21 września 1992(dts)     | 58  | Atlanta, GA                 | Saturday Night                             | Wyemitowano 3 października 1992. |
| 65  | Ricky Steamboat (8) i Shane Douglas                                       | 1         | 18 listopada 1992(dts)    | 104 | Macon, GA                   | Clash of the Champions XXI                 | |
| 66  | The Hollywood Blonds (Steve Austin i Brian Pillman)                       | 1         | 2 marca 1993(dts)         | 169 | Macon, GA                   | WCW Worldwide                              | Wyemitowano 27 marca 1993. |
| 67  | Arn Anderson (5) i Paul Roma                                              | 1         | 18 sierpnia 1993(dts)     | 32  | Daytona, FL                 | Clash of the Champions XXIV                | 1 września 1993, Andersonowi i Romie odebrano NWA Tag Team Championship po tym jak WCW zakończyło współpracę z NWA. Od tego momentu, tytuły NWA i WCW nie były już razem bronione. |
| 68  | The Nasty Boys (Jerry Sags i Brian Knobbs)                                | 1         | 19 września 1993(dts)     | 15  | Houston, TX                 | Fall Brawl (1993)                          | |
| 69  | Marcus Alexander Bagwell i 2 Cold Scorpio                                 | 1         | 4 października 1993(dts)  | 20  | Columbus, GA                | Saturday Night                             | Wyemitowano 23 października 1993. |
| 70  | The Nasty Boys                                                            | 2         | 24 października 1993(dts) | 210 | New Orleans, LA             | Halloween Havoc (1993)                     | |
| 71  | Cactus Jack i Kevin Sullivan                                              | 1         | 22 maja 1994(dts)         | 56  | Filadelfia, PA              | Slamboree (1994)                           | |
| 72  | Pretty Wonderful (Paul Roma (2) i Paul Orndorff (2))                      | 1         | 17 lipca 1994(dts)        | 70  | Orlando, FL                 | Bash at the Beach (1994)                   | |
| 73  | Stars and Stripes (Marcus Alexander Bagwell (2) i The Patriot)            | 1         | 25 września 1994(dts)     | 28  | Atlanta, GA                 | Main Event                                 | |
| 74  | Pretty Wonderful (Paul Roma (3) i Paul Orndorff (3))                      | 2         | 23 października 1994(dts) | 24  | Detroit, MI                 | Halloween Havoc (1994)                     | |
| 75  | Stars and Stripes (Marcus Alexander Bagwell (3) i The Patriot)            | 2         | 16 listopada 1994(dts)    | 22  | Jacksonville, FL            | Clash of the Champions XXIX                | |
| 76  | Harlem Heat (Booker T i Stevie Ray)                                       | 1         | 8 grudnia 1994(dts)       | 164 | Atlanta, GA                 | Saturday Night                             | Wyemitowano 14 stycznia 1995. |
| 77  | The Nasty Boys                                                            | 3         | 24 maja 1995(dts)         | 34  | St. Petersburg, FL          | Slamboree                                  | |
| 78  | Harlem Heat                                                               | 2         | 3 maja 1995(dts)          | 28  | Orlando, FL                 | WCW WorldWide                              | Wyemitowano 24 czerwca 1995. Kiedy odcinek WorldWide pokazujący tę walkę został nagrany 3 maja, Harlem Heat byli dalej mistrzami na Slamboree. Podczas gdy panowanie Nasty Boys technicznie skończyło się przed jego rozpoczęciem na nagraniach gal, oficjalna długość panowania Nasty Boys wynosi 34 dni. |
| 79  | Dick Slater (2) i Bunkhouse Buck                                          | 1         | 21 czerwca 1995(dts)      | 57  | Atlanta, GA                 | Saturday Night                             | Wyemitowano 22 lipca 1995. Tak jak w przypadku dwóch poprzednich panowań, gale zostały nagrane o wiele wcześniej. Gdy ten mecz nagrywano, Nasty Boys dalej byli mistrzami, gdyż walka Nasty Boys z Harlem Heat o tytuły na WorldWide jeszcze nie była wyemitowana. |
| 80  | Harlem Heat                                                               | 3         | 17 września 1995(dts)     | 1   | Asheville, NC               | Fall Brawl (1995)                          | |
| 81  | The American Males (Marcus Bagwell (4) i Scotty Riggs)                    | 1         | 18 września 1995(dts)     | 9   | Johnson City, TN            | Nitro                                      | |
| 82  | Harlem Heat                                                               | 4         | 27 września 1995(dts)     | 117 | Atlanta, GA                 | Saturday Night                             | Wyemitowano 28 października 1995. |
| 83  | Sting i Lex Luger (2)                                                     | 1         | 22 stycznia 1996(dts)     | 154 | Las Vegas, NV               | Nitro                                      | |
| 84  | Harlem Heat                                                               | 5         | 24 czerwca 1996(dts)      | 30  | Charlotte, NC               | Nitro                                      | |
| 85  | The Steiner Brothers                                                      | 4         | 24 lipca 1996(dts)        | 3   | Cincinnati, OH              | House show                                 | |
| 86  | Harlem Heat                                                               | 6         | 27 lipca 1996(dts)        | 58  | Dayton, OH                  | House show                                 | |
| 87  | The Public Enemy (Johnny Grunge i Rocco Rock)                             | 1         | 23 września 1996(dts)     | 8   | Birmingham, AL              | Nitro                                      | |
| 88  | Harlem Heat                                                               | 7         | 1 października 1996(dts)  | 26  | Canton, OH                  | Saturday Night                             | Wyemitowano 5 października 1996. |
| 89  | The Outsiders (Kevin Nash i Scott Hall)                                   | 1         | 27 października 1996(dts) | 90  | Las Vegas, NV               | Halloween Havoc (1996)                     | |
| 90  | The Steiner Brothers                                                      | 5         | 25 stycznia 1997(dts)     | 2   | Cedar Rapids, IA            | Souled Out (1997)                          | |
| 91  | The Outsiders                                                             | 2         | 27 stycznia 1997(dts)     | 27  | Las Vegas, NV               | Nitro                                      | Prezydent WCW Eric Bischoff zabrał tytuły Steiner Brothers i podarował dla The Outsiders, gdyż odliczenie sędziego WCW Randy Anderson, który nie był oficjalnym sędzią podczas walki na Souled Out, było nieważne. |
| 92  | Lex Luger (3) i The Giant                                                 | 1         | 23 lutego 1997(dts)       | 1   | Daly City, CA               | SuperBrawl VII (1997)                      | |
| 93  | The Outsiders                                                             | 3         | 24 lutego 1997(dts)       | 231 | Sacramento, CA              | Nitro                                      | Prezydent WCW Eric Bischoff przywrócił tytuły dla The Outsiders, kiedy to Luger nie był medycznie gotowy do walki na SuperBrawl. Syxx (1) również zalicza się do panujących mistrzów, kiedy to nWo przyznało sobie zasadę "Wolfpac Rules" (Freebird Rule) i nazwało Syxxa mistrzem, gdy Nash odniósł kontuzję. |
| 94  | The Steiner Brothers                                                      | 6         | 13 października 1997(dts) | 91  | Tampa, FL                   | Nitro                                      | Pokonali Halla i Syxxa o tytuły. |
| 95  | The Outsiders                                                             | 4         | 12 stycznia 1998(dts)     | 28  | Jacksonville, FL            | Nitro                                      | |
| 96  | The Steiner Brothers                                                      | 7         | 9 lutego 1998(dts)        | 13  | El Paso, TX                 | Nitro                                      | [ 9 ] |
| 97  | The Outsiders                                                             | 5         | 22 lutego 1998(dts)       | 84  | Daly City, CA               | SuperBrawl VIII (1998)                     | The Outsiders zdobyło tytuły gdy Scott odwrócił się od Ricka i dołączył do nWo. |
| 98  | Sting (2) i The Giant (2)                                                 | 1         | 17 maja 1998(dts)         | 16  | Worcester, MA               | Slamboree (1998)                           | Sting i Giant wygrali tytuły, gdy Hall odwrócił się od Nasha i uderzył go jednym z pasów. |
| —   | Zwakowany                                                                 | 7         | 2 czerwca 1998(dts)       | 0   | Peoria, IL                  | Thunder                                    | WCW zwakowało tytuły, gdy drużyna Stinga i The Gianta została rozwiązana. |
| 99  | Sting (3) i Kevin Nash (6)                                                | 1         | 14 czerwca 1998(dts)      | 36  | Baltimore, MD               | The Great American Bash (1998)             | Sting wygrał tytuły w singles matchu przeciwko The Giantowi, gdzie zwycięzca miałby kontrolę nad obydwoma tytułami i mógłby wybrać swojego partnera; dzień później na Nitro, Sting wybrał Nasha. |
| 100 | Scott Hall (6) i The Giant (3)                                            | 1         | 20 lipca 1998(dts)        | 98  | Salt Lake City, UT          | Nitro                                      | |
| 101 | Rick Steiner (8) i Kenny Kaos                                             | 1         | 25 października 1998(dts) | 71  | Las Vegas, NV               | Halloween Havoc (1998)                     | Steiner i Buff Bagwell pokonali The Gianta i Scotta Steinera, który zastąpił kontuzjowanego Halla. Kiedy Bagwell odwrócił się od Steinera podczas walki, Steiner miał możliwość wybrania swojego nowego partnera, wybierając Kaosa następnej nocy na Nitro. |
| —   | Zwakowany                                                                 | 8         | 4 stycznia 1999(dts)      | 48  | Atlanta, GA                 | Nitro                                      | WCW zwakowało mistrzostwa, gdy Steiner odniósł kontuzję. |
| 102 | Barry Windham (3) i Curt Hennig                                           | 1         | 21 lutego 1999(dts)       | 21  | Oakland, CA                 | SuperBrawl IX (1999)                       | Pokonali Chrisa Benoit i Deana Malenko w finale turnieju. |
| 103 | Chris Benoit i Dean Malenko                                               | 1         | 14 marca 1999(dts)        | 15  | Louisville, KY              | Uncensored (1999)                          | |
| 104 | Rey Misterio, Jr. i Billy Kidman                                          | 1         | 29 marca 1999(dts)        | 41  | Toronto, Ontario            | Nitro                                      | |
| 105 | Raven i Perry Saturn                                                      | 1         | 9 maja 1999(dts)          | 22  | St. Louis, MO               | Slamboree (1999)                           | Tytuły zostały wygrane w tag-team triangle matchu, w którym brali również udział Chris Benoit i Dean Malenko. |
| 106 | The Jersey Triad (Diamond Dallas Page, Bam Bam Bigelow i Chris Kanyon)    | 1         | 31 maja 1999(dts)         | 8   | Houston, TX                 | Nitro                                      | Page i Bigelow pokonali Saturna i Chrisa Kanyona (zastępującego kontuzjowanego Ravena), kiedy Kanyon odwrócił się od Saturna. Kanyon dołączył do mistrzów pod zasadą "Freebird Rule". |
| 107 | Chris Benoit (2) i Perry Saturn (2)                                       | 1         | 8 czerwca 1999(dts)       | 5   | Syracuse, NY                | Thunder                                    | Pokonali Page’a i Kanyona o tytuły. |
| 108 | The Jersey Triad                                                          | 2         | 13 czerwca 1999(dts)      | 62  | Baltimore, MD               | The Great American Bash (1999)             | Page i Kanyon wygrali tytuły, gdzie Bigelow również bronił ich przez zasadę "Freebird Rule". |
| 109 | Harlem Heat                                                               | 8         | 14 sierpnia 1999(dts)     | 9   | Sturgis, SD                 | Road Wild (1999)                           | Pokonali Bigelowa i Kanyona o tytuły. |
| 110 | The West Texas Rednecks (Barry Windham (4) i Kendall Windham)             | 1         | 23 sierpnia 1999(dts)     | 20  | Las Vegas, NV               | Nitro                                      | |
| 111 | Harlem Heat                                                               | 9         | 12 września 1999(dts)     | 36  | Winston-Salem, NC           | Fall Brawl (1999)                          | |
| 112 | The Filthy Animals (Konnan i Rey Misterio, Jr. (2))                       | 1         | 18 października 1999(dts) | 6   | Filadelfia, PA              | Nitro                                      | |
| —   | Zwakowany                                                                 | 9         | 24 października 1999(dts) | 0   | Las Vegas, NV               | Halloween Havoc (1999)                     | WCW zwakowało tytuły, kiedy Misterio odniósł kontuzję nogi. |
| 113 | Harlem Heat                                                               | 10        | 24 października 1999(dts) | 1   | Las Vegas, NV               | Halloween Havoc (1999)                     | Tytuły został zdobyte w Triple Threat Street Fight matchu, gdzie pokonali Konnana & Billy’ego Kidmana oraz Briana Knobsa i Hugh Morrusa. |
| 114 | The Filthy Animals (Konnan (2) i Billy Kidman (2))                        | 1         | 25 października 1999(dts) | 28  | Phoenix, AZ                 | Nitro                                      | |
| 115 | Creative Control (Gerald i Patrick)                                       | 1         | 22 listopada 1999(dts)    | 15  | Auburn Hills, MI            | Nitro                                      | |
| 116 | Bret Hart i Goldberg                                                      | 1         | 7 grudnia 1999(dts)       | 6   | Madison, WI                 | Thunder                                    | Hart i Goldberg osiągnęło tytuł Triple Crown, gdy zdobyli tytuły tag team. |
| 117 | The Outsiders (Kevin Nash (7) i Scott Hall (7))                           | 6         | 13 grudnia 1999(dts)      | 14  | New Orleans, LA             | Nitro                                      | |
| —   | Zwakowany                                                                 | 10        | 27 grudnia 1999(dts)      | 0   | Houston, TX                 | Nitro                                      | WCW zwakowało tytuły gdy Hall odniósł kontuzję. |
| 118 | David Flair i Crowbar                                                     | 1         | 3 stycznia 2000(dts)      | 15  | Greenville, SC              | Nitro                                      | Pokonali Kevina Nasha i Scotta Steinera w finale turnieju. |
| 119 | The Mamalukes (Johnny the Bull i Big Vito)                                | 1         | 18 stycznia 2000(dts)     | 25  | Evansville, IN              | Thunder                                    | |
| 120 | The Harris Brothers (formerly Creative Control) (Ron Harris i Don Harris) | 2         | 12 lutego 2000(dts)       | 1   | Oberhausen, Germany         | House show                                 | |
| 121 | The Mamalukes                                                             | 2         | 13 lutego 2000(dts)       | 35  | Leipzig, Germany            | House show                                 | |
| 122 | The Harris Brothers                                                       | 3         | 19 marca 2000(dts)        | 22  | Miami, FL                   | Uncensored (2000)                          | |
| —   | Zwakowany                                                                 | 11        | 10 kwietnia 2000(dts)     | 0   | Denver, CO                  | Nitro                                      | Prezydenci WCW Vince Russo i Eric Bischoff zwakowali wszystkie mistrzostwa WCW podczas "resetu" w federacji. |
| 123 | Shane Douglas (2) i Buff Bagwell (5)                                      | 1         | 16 kwietnia 2000(dts)     | 29  | Chicago, IL                 | Spring Stampede                            | Pokonali The Total Package'a i Rica Flaira w finale turnieju. |
| 124 | KroniK (Brian Adams i Bryan Clark)                                        | 1         | 15 maja 2000(dts)         | 15  | Biloxi, MS                  | Nitro                                      | |
| 125 | Perfect Event (Shawn Stasiak i Chuck Palumbo)                             | 1         | 30 maja 2000(dts)         | 40  | Nampa, ID                   | Thunder                                    | Zmianę mistrzów nagrano i wyemitowano. |
| 126 | KroniK                                                                    | 2         | 9 lipca 2000(dts)         | 35  | Daytona Beach, FL           | Bash at the Beach (2000)                   | |
| 127 | Dark Carnival (The Great Muta i Vampiro)                                  | 1         | 13 sierpnia 2000(dts)     | 1   | Vancouver, British Columbia | New Blood Rising (2000)                    | |
| 128 | The Filthy Animals (Rey Misterio, Jr. (3) i Juventud Guerrera)            | 1         | 14 sierpnia 2000(dts)     | 35  | Kelowna, British Columbia   | Nitro                                      | |
| —   | Zwakowany                                                                 | 12        | 18 września 2000(dts)     | 0   | Ontario, Canada             | Nitro                                      | Misterio Jr. i Guerrera musieli oddać tytuły po poleceniu od WCW. |
| 129 | Sean O’Haire i Mark Jindrak                                               | 1         | 25 września 2000(dts)     | 14  | Uniondale, NY               | Nitro                                      | O’Haire i Jindrak wygrali tytuły w battle royalu. |
| 130 | Misfits in Action (Lieutenant Loco i Corporal Cajun)                      | 1         | 9 października 2000(dts)  | 0   | Sydney, Australia           | Thunder                                    | |
| 131 | Sean O’Haire i Mark Jindrak                                               | 2         | 9 października 2000(dts)  | 38  | Sydney, Australia           | Thunder                                    | |
| 132 | Alex Wright i General Rection                                             | 1         | 16 listopada 2000(dts)    | 4   | Oberhausen, Germany         | Millennium Final                           | |
| 133 | Perfect Event                                                             | 2         | 20 listopada 2000(dts)    | 6   | Augusta, GA                 | Nitro                                      | |
| 134 | The Insiders (Diamond Dallas Page (3) i Kevin Nash (8))                   | 1         | 26 listopada 2000(dts)    | 8   | Milwaukee, WI               | Mayhem (2000)                              | |
| 135 | Perfect Event                                                             | 3         | 4 grudnia 2000(dts)       | 13  | Lincoln, NE                 | N/A                                        | Komisarz WCW Mike Sanders nagrodził Stasiaka i Palumbo tytułami po tym jak THe Islanders musieli poddać tytuły. |
| 136 | The Insiders (Diamond Dallas Page (4) i Kevin Nash (9))                   | 2         | 17 grudnia 2000(dts)      | 28  | Waszyngton                  | Starrcade (2000)                           | |
| 137 | The Natural Born Thrillers (Chuck Palumbo (4) i Sean O’Haire (3))         | 1         | 14 stycznia 2001(dts)     | 205 | Indianapolis, IN            | Sin                                        | Jest to ostatnie uznawane przez WCW panowanie przed sprzedażą federacji na rzecz WWF; nazwa tytułów została zmieniona na WCW Tag Team Championship. |
| 138 | The Brothers of Destruction (Kane i The Undertaker)                       | 1         | 7 sierpnia 2001(dts)      | 49  | Los Angeles, CA             | SmackDown                                  | Zmianę mistrzów nagrano i wyemitowano. |
| 139 | Booker T (11) i Test                                                      | 1         | 25 września 2001(dts)     | 13  | Dayton, OH                  | SmackDown                                  | Zmianę mistrzów nagrano i wyemitowano. |
| 140 | The Hardy Boyz (Jeff Hardy i Matt Hardy)                                  | 1         | 8 października 2001(dts)  | 15  | Indianapolis, IN            | Raw                                        | |
| 141 | The Dudley Boyz (Bubba Ray Dudley i D-Von Dudley)                         | 1         | 23 października 2001(dts) | 26  | Omaha, NE                   | SmackDown!                                 | [ 13 ] |
| –   | Zunifikowany                                                              | –         | 18 listopada 2001(dts)    | –   | Survivor Series             | N/A                                        | Zunifikowano z WWF Tag Team Championship, kiedy the Dudley Boyz pokonali the Hardy Boyz. |

## Łączna ilość panowań
| ¤ | Dokładna długość przynajmniej jednego z panowań nie jest dokładnie znana, dlatego używa się najmniejszej możliwej liczby dni. |

## Drużynowo
| Nr. | Drużyna                                                      | Ilość panowań | Łączna ilość dni |
| --- | ------------------------------------------------------------ | ------------- | ---------------- |
| 1.  | The Minnesota Wrecking Crew                                  | 7             | 992¤             |
| 2.  | The Steiner Brothers                                         | 7             | 520              |
| 3.  | Harlem Heat                                                  | 10            | 470              |
| 4.  | The Rock ’n’ Roll Express                                    | 4             | 400              |
| 5.  | Ricky Steamboat and Jay Youngblood                           | 5             | 347              |
| 6.  | Arn Anderson and Tully Blanchard                             | 2             | 323              |
| 7.  | Ric Flair and Greg Valentine                                 | 2             | 286¤             |
| 8.  | Doom                                                         | 1             | 282              |
| 9.  | The Nasty Boys                                               | 3             | 259              |
| 10. | The Outsiders                                                | 5             | 244              |
| 11. | The Outsiders with Syxx                                      | 1             | 231              |
| 12. | Sean O’Haire and Chuck Palumbo                               | 1             | 205              |
| 13. | The Midnight Express (Dennis Condrey and Bobby Eaton)        | 1             | 195              |
| 14. | Sgt. Slaughter and Don Kernodle                              | 1             | 193¤             |
| 15. | Ole Anderson and Stan Hansen                                 | 1             | 185¤             |
| 16. | Baron von Raschke and Greg Valentine                         | 1             | 177¤             |
| 17. | Jack Brisco and Jerry Brisco                                 | 3             | 172              |
| 18. | Hollywood Blonds                                             | 1             | 169              |
| 19. | Ivan Koloff and Don Kernodle                                 | 1             | 165              |
| 19. | Baron von Raschke and Paul Jones                             | 2             | 165              |
| 21. | Jimmy Snuka and Ray Stevens                                  | 1             | 158              |
| 22. | The Road Warriors                                            | 1             | 155              |
| 23. | Sting and Lex Luger                                          | 1             | 154              |
| 24. | Dusty Rhodes and Manny Fernandez                             | 1             | 150              |
| 24. | Manny Fernandez and Rick Rude                                | 1             | 150              |
| 26. | Jimmy Snuka and Paul Orndorff                                | 1             | 148¤             |
| 27. | The Fabulous Freebirds                                       | 2             | 134              |
| 28. | Paul Jones and Masked Superstar                              | 2             | 127              |
| 29. | Ivan Koloff and Nikita Koloff (with Krusher Khrushchev)      | 1             | 113              |
| 30. | Arn Anderson and Bobby Eaton                                 | 1             | 108              |
| 31. | Shane Douglas and Ricky Steamboat                            | 1             | 104              |
| 32. | The Giant and Scott Hall                                     | 1             | 98               |
| 33. | Pretty Wonderful                                             | 1             | 94               |
| 34. | Terry Gordy and Steve Williams                               | 1             | 78               |
| 35. | Enforcers                                                    | 1             | 75               |
| 36. | The Jersey Triad                                             | 2             | 72               |
| 37. | Kenny Kaos and Rick Steiner                                  | 1             | 70               |
| 37. | The Mamalukes                                                | 2             | 70               |
| 39. | The Perfect Event                                            | 3             | 59               |
| 40. | Dustin Rhodes and Ricky Steamboat                            | 1             | 58               |
| 40. | Dustin Rhodes and Barry Windham                              | 1             | 58               |
| 42. | Bunkhouse Buck and Dick Slater                               | 1             | 57               |
| 43. | Don Kernodle and Bob Orton, Jr.                              | 1             | 56               |
| 43. | Cactus Jack and Kevin Sullivan                               | 1             | 56               |
| 45. | Mr. Wrestling and Dino Bravo                                 | 1             | 54               |
| 46. | Mark Jindrak and Sean O’Haire                                | 2             | 52               |
| 47. | KroniK                                                       | 2             | 50               |
| 47. | Stars and Stripes                                            | 2             | 50               |
| 49. | The Midnight Express (Bobby Eaton and Stan Lane)             | 1             | 49               |
| 49. | The Brothers of Destruction                                  | 1             | 49               |
| 51. | Ivan Koloff and Nikita Koloff                                | 1             | 46               |
| 52. | Paul Jones and Ricky Steamboat                               | 1             | 45               |
| 53. | Ray Stevens and Greg Valentine                               | 1             | 42               |
| 54. | (Billy Kidman and Rey Misterio, Jr.)                         | 1             | 41               |
| 55. | Creative Control/Harris Brothers                             | 3             | 40               |
| 56. | The Insiders                                                 | 2             | 36               |
| 57. | The Varsity Club                                             | 1             | 35               |
| 57. | Kevin Nash and Sting                                         | 1             | 35               |
| 57. | The Filthy Animals (Juventud Guerrera and Rey Misterio, Jr.) | 1             | 35               |
| 60. | Wahoo McDaniel and Mark Youngblood                           | 2             | 33               |
| 61. | Arn Anderson and Paul Roma                                   | 1             | 32               |
| 62. | Buff Bagwell and Shane Douglas                               | 1             | 29               |
| 63. | Ray Stevens and Ivan Koloff                                  | 1             | 28               |
| 63. | The Filthy Animals (Billy Kidman and Konnan)                 | 1             | 28               |
| 65. | Wahoo McDaniel and Paul Jones                                | 1             | 27               |
| 66. | The Dudley Boyz                                              | 1             | 26               |
| 67. | Lex Luger and Barry Windham                                  | 1             | 24               |
| 68. | Raven and Perry Saturn                                       | 1             | 22               |
| 69. | (Curt Hennig and Barry Windham)                              | 1             | 21               |
| 70. | Marcus Bagwell and 2 Cold Scorpio                            | 1             | 20               |
| 70. | The West Texas Rednecks (Barry Windham and Kendall Windham)  | 1             | 20               |
| 72. | The Giant and Sting                                          | 1             | 18               |
| 73. | Chris Benoit and Dean Malenko                                | 1             | 15               |
| 73. | Crowbar and David Flair                                      | 1             | 15               |
| 73. | The Hardy Boyz                                               | 1             | 15               |
| 76. | Ric Flair and Blackjack Mulligan                             | 1             | 14               |
| 77. | Booker T and Test                                            | 1             | 13               |
| 78. | The American Males                                           | 1             | 9                |
| 79. | The Public Enemy                                             | 1             | 8                |
| 80. | Wahoo McDaniel and Rufus R. Jones                            | 1             | 7                |
| 80. | Dusty Rhodes and Dick Slater                                 | 1             | 7                |
| 82. | The Filthy Animals (Konnan and Rey Misterio, Jr.)            | 1             | 6                |
| 82. | Goldberg and Bret Hart                                       | 1             | 6                |
| 84. | Disco Inferno and Alex Wright                                | 1             | 4                |
| 85. | Chris Benoit and Perry Saturn                                | 1             | 3                |
| 86. | Lex Luger and The Giant                                      | 1             | 1                |
| 86. | The Great Muta and Vampiro                                   | 1             | 1                |
| 88. | Misfits in Action                                            | 1             | <1               |

### Indywidualnie
| Nr. | Wrestler                                             | Liczba panowań | Łączna ilość dni |
| --- | ---------------------------------------------------- | -------------- | ---------------- |
| 1   | Ole Anderson                                         | 8              | 1,162            |
| 2   | Gene Anderson                                        | 7              | 977              |
| 3   | Rick Steiner                                         | 8              | 592              |
| 4   | Scott Hall                                           | 7              | 572              |
| 5   | Ricky Steamboat                                      | 8              | 554              |
| 6   | Kevin Nash                                           | 9              | 546              |
| 7   | Arn Anderson                                         | 5              | 538              |
| 8   | Greg Valentine                                       | 4              | 530              |
| 9   | Scott Steiner                                        | 7              | 521              |
| 10  | Booker T                                             | 11             | 452              |
| 11  | Stevie Ray                                           | 10             | 439              |
| 12  | Don Kernodle                                         | 3              | 413              |
| 13  | Robert Gibson                                        | 4              | 400              |
| 13  | Ricky Morton                                         | 4              | 400              |
| 15  | Baron von Raschke                                    | 3              | 367              |
| 16  | Paul Jones                                           | 6              | 364              |
| 17  | Ivan Koloff                                          | 4              | 352              |
| 17  | Bobby Eaton                                          | 3              | 352              |
| 19  | Jay Youngblood                                       | 5              | 347              |
| 20  | Tully Blanchard                                      | 2              | 323              |
| 21  | Manny Fernandez                                      | 2              | 320              |
| 22  | Ric Flair                                            | 3              | 300              |
| 23  | Jimmy Snuka                                          | 2              | 281              |
| 23  | Butch Reed                                           | 1              | 281              |
| 23  | Ron Simmons                                          | 1              | 281              |
| 26  | Chuck Palumbo                                        | 4              | 264              |
| 27  | Sean O’Haire                                         | 3              | 257              |
| 28  | Syxx                                                 | 1              | 231              |
| 29  | Ray Stevens                                          | 3              | 228              |
| 30  | Paul Orndorff                                        | 3              | 217              |
| 31  | Sting                                                | 3              | 208              |
| 32  | Jerry Sags                                           | 3              | 207              |
| 32  | Brian Knobs                                          | 3              | 207              |
| 34  | Dennis Condrey                                       | 1              | 195              |
| 35  | Sgt. Slaughter                                       | 1              | 192              |
| 36  | Stan Hansen                                          | 1              | 185              |
| 37  | Lex Luger                                            | 3              | 179              |
| 38  | Jack Brisco                                          | 3              | 172              |
| 38  | Jerry Brisco                                         | 3              | 172              |
| 40  | Rick Rude                                            | 1              | 171              |
| 41  | Dusty Rhodes                                         | 2              | 170              |
| 42  | Steve Austin                                         | 1              | 169              |
| 42  | Brian Pillman                                        | 1              | 169              |
| 44  | Nikita Koloff                                        | 2              | 159              |
| 45  | Animal                                               | 1              | 155              |
| 45  | Hawk                                                 | 1              | 155              |
| 47  | Jimmy Garvin                                         | 2              | 134              |
| 47  | Michael Hayes                                        | 2              | 134              |
| 49  | Shane Douglas                                        | 2              | 133              |
| 50  | The Masked Superstar                                 | 2              | 127              |
| 51  | Paul Roma                                            | 3              | 126              |
| 52  | Barry Windham                                        | 4              | 123              |
| 53  | The Giant                                            | 3              | 117              |
| 54  | Dustin Rhodes                                        | 2              | 116              |
| 55  | Krusher Khrushchev                                   | 1              | 113              |
| 56  | Marcus Alexander Bagwell/Marcus Bagwell/Buff Bagwell | 6              | 109              |
| 57  | Diamond Dallas Page                                  | 4              | 106              |
| 58  | Steve Williams                                       | 2              | 94               |
| 59  | Rey Mysterio, Jr.                                    | 3              | 82               |
| 60  | Dick Slater                                          | 2              | 78               |
| 61  | Larry Zbyszko                                        | 1              | 75               |
| 62  | Kenny Kaos                                           | 1              | 70               |
| 62  | Bam Bam Bigelow                                      | 2              | 70               |
| 62  | Chris Kanyon                                         | 2              | 70               |
| 65  | Billy Kidman                                         | 2              | 69               |
| 66  | Wahoo McDaniel                                       | 4              | 68               |
| 67  | Johnny the Bull                                      | 2              | 60               |
| 67  | Big Vito                                             | 2              | 60               |
| 69  | Terry Gordy                                          | 1              | 59               |
| 69  | Shawn Stasiak                                        | 2              | 59               |
| 71  | Bunkhouse Buck                                       | 1              | 57               |
| 72  | Bob Orton, Jr.                                       | 1              | 56               |
| 72  | Cactus Jack                                          | 1              | 56               |
| 72  | Kevin Sullivan                                       | 1              | 56               |
| 75  | Dino Bravo                                           | 1              | 54               |
| 75  | Mr. Wrestling                                        | 1              | 54               |
| 77  | Mark Jindrak                                         | 2              | 52               |
| 78  | The Patriot                                          | 2              | 50               |
| 78  | Brian Adams                                          | 2              | 50               |
| 78  | Bryan Clark                                          | 2              | 50               |
| 81  | Stan Lane                                            | 1              | 49               |
| 81  | Kane                                                 | 1              | 49               |
| 81  | The Undertaker                                       | 1              | 49               |
| 84  | Gerald/Ron Harris                                    | 3              | 38               |
| 84  | Patrick/Don Harris                                   | 3              | 38               |
| 86  | Mike Rotunda                                         | 1              | 35               |
| 86  | Juventud Guerrera                                    | 1              | 35               |
| 88  | Mark Youngblood                                      | 2              | 34               |
| 88  | Konnan                                               | 2              | 34               |
| 90  | Perry Saturn                                         | 2              | 27               |
| 91  | Bubba Ray Dudley                                     | 1              | 26               |
| 91  | D-Von Dudley                                         | 1              | 26               |
| 93  | Raven                                                | 1              | 22               |
| 94  | Curt Hennig                                          | 1              | 21               |
| 95  | 2 Cold Scorpio                                       | 1              | 20               |
| 95  | Chris Benoit                                         | 2              | 20               |
| 95  | Kendall Windham                                      | 1              | 20               |
| 98  | Dean Malenko                                         | 1              | 15               |
| 98  | David Flair                                          | 1              | 15               |
| 98  | Crowbar                                              | 1              | 15               |
| 98  | Jeff Hardy                                           | 1              | 15               |
| 98  | Matt Hardy                                           | 1              | 15               |
| 103 | Blackjack Mulligan                                   | 1              | 14               |
| 104 | Test                                                 | 1              | 13               |
| 105 | Scotty Rigs                                          | 1              | 9                |
| 106 | Johnny Grunge                                        | 1              | 8                |
| 106 | Rocco Rock                                           | 1              | 8                |
| 108 | Rufus R. Jones                                       | 1              | 7                |
| 109 | Bret Hart                                            | 1              | 6                |
| 109 | Goldberg                                             | 1              | 6                |
| 111 | Alex Wright                                          | 1              | 4                |
| 111 | General Rection                                      | 1              | 4                |
| 113 | The Great Muta                                       | 1              | 1                |
| 113 | Vampiro                                              | 1              | 1                |
| 115 | Lieutenant Loco                                      | 1              | <1               |
| 115 | Corporal Cajun                                       | 1              | <1               |